# Sajran
Sajran (kaz. Сайран) – stacja metra w Ałmaty w Kazachstanie.
Jest to jedna z dwóch stacji, która została otwarta w ramach rozbudowy czerwonej linii 18 kwietnia 2015.